# Gatka (Basse-Silésie)
Pour les articles homonymes, voir Gatka.
Gatka est une localité polonaise de la gmina de Żmigród, située dans le powiat de Trzebnica en voïvodie de Basse-Silésie.